# Етрурци
Етрурци (Расени; итал. Etruschi, лат. Etrusci или , грч. Ετρούσκοι  или  или) су племена која су насељавала део античке Италије. Они су на Апенинском полуострву створили прву велику цивилизацију, чији утицај на Римљане постаје све више очигледан. Управо су Етрурци научили Римљане алфабету и бројевима, као и многим елементима у архитектури, уметности, религији и одевању. Тога је била етрурски изум, а дорски стуб етрурског стила (пре него његова грчка верзија) постао је главни елемент ренесансне и класицистичке архитектуре. Етрурски утицај на античко позориште види се у речи phersu (= „маскиран човек“), која је у латинском постала persona.
Грци су Етрурце звали Tyrsēnoi или Tyrrhēnoi, док су их Латини називали Tusci или Etrusci, одакле потичу и српски називи за њих. На латинском се њихова земља звала Tuscia или Etruria. Према грчком историчару Дионисију из Халикарнаса (око 20. п. н. е.), сами Етрурци су себе звали Rasenna, а та је изјава потврђена обликом расна или расени, који се налази на етрурским натписима.

## Географски услови и природна богатства
Античка Етрурија се налазила у средњој Италији, ограничена на западу Тиренским морем (за које су Грци већ рано признали да припада народу Tyrrhēnoi), на северу реком Арно, а на истоку и југу реком Тибар. Ова се област великим делом поклапа са данашњом Тосканом, те с деловима Лација и Умбрије. Главно природно богатство ове области, које је несумњиво имало важну улогу у етрурској трговини и развоју градова, биле су богате наслаге метала, како у северној, тако и у јужној Етрурији. На југу, у приморској области која се простирала између првих великих етрурских градова Тарквинија (Tarquinii) и Цере (Cerae, данас Cerveteri), ниске планине Толфа су пружале залихе бакра, гвожђа и калаја. Ти су се минерали вадили и у унутрашњости земље, у области планине Амијата, највише планине у Етрурији, близу града Клузија (Clusii, данас Chiusi). Најпродуктивнија област је ипак била у северној Етрурији, у планинском ланцу названом Catena Metallifera (Катена металифера, Ланац који даје метал), одакле су се у огромним количинама вадили бакар и, нарочито, гвожђе. Град Популонија (Populonia), смештен на обали, имао је водећу улогу у овој индустрији, као и оближње острво Елба, које је од раног времена било познато по свом рудном богатству.
Друго значајно природно богатство Етрурије биле су шуме, које су обезбеђивале велике количине дрвне грађе како за металуршке операције тако и за градњу бродова. Етрурци су били познати (или можда озлоглашени) по својој поморској активности: доминирали су морима на западној обали Италије, а њихова репутација гусара задавала је страх широм Медитерана. Међутим, изгледа да је њихов вишевековни напредак био заснован и на јакој пољопривредној традицији: када је Сципион Африканац 205. године п. н. е. опремао експедицију против Ханибала, етрурски су градови још увек били у стању да обезбеде задивљујуће количине жита, као и оружја и материјала за бродоградњу.

## Историјски периоди
О присуству Етрураца у Етрурији сведоче пре свега њихови сопствени натписи, који се датирају у око 700. годину п. н. е., али верује се да су Етрурци живели у Италији и пре овог времена, те да праисторијска култура гвозденог доба названа „Виланова“ (9.―8. век п. н. е.) заправо представља рану фазу етрурске цивилизације.
Како не постоје никаква етрурска књижевна дела, хронологија етрурске историје и цивилизације конструисана је на основу археолошких и књижевних података боље познатих цивилизација Грчке и Рима, те Египта и Блиског истока. Етрурци су први пут дошли у додир са Грцима отприлике у време када је у Италији основана прва грчка колонија (775―750. п. н. е.), када су Грци са острва Еубеје основали градић Pithekoussai у Напуљском заливу. После тога у Етрурију су се увозили многи грчки и блискоисточни предмети, па су они ― заједно са етрурским артефактима, који одају грчки или оријентални утицај ― послужили да се уз општу установи и нешто прецизнија хронологија. Заправо, називи за историјске периоде у Етрурији позајмљени су од одговарајућих периода у Грчкој; ти су периоди установљени тако да увек наступају нешто касније него одговарајући периоди у Грчкој (што је можда погрешно), како би се оставио простор за „проток времена“ између култура. Тако етрурски оријентализирајући период припада 7. веку п. н. е., архајски период 6. веку и првој половини 5. века, класични период другој половини 5. века и 4. веку, а хеленистички период траје од 3. до 1. века п. н. е. Током 1. века п. н. е. етрурска је култура била асимилована у римску цивилизацију, па је нестала као посебан ентитет.

## Језик и писмо
Етрурски, после грчког и латинског трећи велики језик у Италији, није сачуван у књижевним делима. Нека етрурска религијска литература јесте постојала, а подаци указују на то да је можда постојао и знатан корпус историјске и драмске књижевности. Познато је, на пример, име неког писца драма, Волниус, који је ― у нама непознато доба ― писао „етрурске трагедије“. Етрурски језик је престао да се говори у доба Римског царства, мада су га и даље учили свештеници и филолози. Цар Клаудије (умро 54. године н. е.) написао је (данас изгубљену) историју Етрураца у 20 књига, која се заснивала на изворима који су у његово време још постојали. Етрурски се језик до позне антике користио у религијске сврхе; последњи податак о таквој употреби етрурског језика односи се на пустошење Рима од стране Алариха, вође Визигота, 410. године н. е., када су позвани „етрурски свештеници“ како би изазвали удар муње на варваре.
Постоји више од 10.000 етрурских натписа, а сваке године се откривају нови. То су углавном кратки погребни или вотивни натписи који се налазе на урнама, у гробовима или на предметима дарованим светилиштима. Нађени су и натписи на гравираним етрурским бронзаним огледалима, где означавају митолошке ликове или име власника, као и на новцу, коцкама и керамици. Постоје, најзад, графити урезани на керамици: иако је њихова функција углавном непозната, изгледа да они укључују имена власника, као и бројеве, скраћенице и неалфабетске знаке.
Од дужих натписа најважнији је „Загребачки омотач на мумији“, који је пронађен у Египту у 19. веку и који је неки путник пренео у Хрватску, где се данас чува у Народном музеју у Загребу. То је првобитно била књига од ланеног сукна, која је у неком тренутку била исечена на пруге, како би се омотала око мумије. Са око 1.300 речи, написаних црним мастилом на лану, тај је натпис најдужи постојећи етрурски текст. Он садржи календар и упутства за жртвовање, што је довољно да се добије бар нека представа о етрурској религијској литератури. Из Италије потиче важан религијски текст, урезан на црепу пронађеном на месту античке Капуе (Capua), као и натпис на једном камену међашу у Перуђи, који је важан због свог правног садржаја. Малобројни двојезични етрурско-латински натписи, сви погребног карактера, немају велику важност за одгонетање етрурског језика. Али златне плоче нађене на месту античког светилишта Пиргија, луке града Цере, садрже два текста, један на етрурском, а други на феничанском, који су значајне дужине (око 40 речи) и аналогног садржаја. Та два текста представљају еквивалент једном двојезичном натпису, па стога нуде значајне податке за објашњавање етрурског путем неког познатог језика, у овом случају феничанског. Тај је налаз истовремено и важан историјски документ, јер бележи како Тефарије Велијанас Thefarie Velianas, краљ града Цере, почетком 5. века п. н. е. посвећује феничанској богињи Аштарти „свето место“ у етрурском светилишту Пиргију.
Схватање, које је преовладало у 20. веку, да у вези с етрурским језиком постоји нека „мистерија“, у основи је погрешно: не постоји никакав проблем у дешифровању, како се често погрешно тврди. Етрурски се текстови углавном могу прочитати. Алфабет потиче од грчког алфабета, који су Грци раније преузели од Феничана. Њега су по Италији током 8. века проширили колонисти са Еубеје, али је он прилагођен етрурској фонетици; од њега се у крајњој линији развио и латински алфабет. Са своје стране, етрурски се алфабет раширио крајем архајског периода (око 500. године п. н. е.) у северну Италију, те је постао модел за алфабете Венета и разних алпских популација; то се догодило истовремено са стварањем умбријског и осачког алфабета на полуострву.
Прави проблем с етрурским текстовима лежи у тешкоћи да се разумеју значења речи и граматички облици. Главна препрека потиче из чињенице да ниједан други познати језик није довољно близак етрурском да би се успоставило поуздано, обухватно и сигурно поређење. Већ су антички писци констатовали очигледну изолованост етрурског језика, коју потврђују и стални и узалудни напори модерних филолога да етрурски језик припишу некој од различитих лингвистичких група или типова медитеранског и евроазијског света. Међутим, везе с индоевропским језицима заправо постоје, нарочито с италским језицима, а такође и с више или мање познатим не-индоевропским језицима западне Азије и Кавказа, Егејске области, Италије и алпске зоне, као и с остацима медитеранског лингвистичког супстратума, који се открива у топонимима. То значи да етрурски језик није суштински изолован, него се његови корени преплићу са коренима других препознатљивих лингвистичких формација у оквиру географске области која се протеже од западне Азије до источне и средње Европе и централног Медитерана, а до његовог последњег формативног развоја можда је дошло у непосреднијем контакту с преиндоевропским и индоевропским лингвистичким окружењем Италије. Али то такође значи да се етрурски, као што филолози знају, не може једноставно класификовати као припадник кавкаских, анатолских или индоевропских језика, као што су грчки и латински, од којих се, изгледа, разликује у структури.
Традиционалне методе које су се до сада користиле у интерпретацији етрурског језика јесу
1. етимолошка метода, која се заснива на упоређивању корена речи и граматичких елемената с коренима и елементима других језика, и која претпоставља да постоји неки лингвистички однос који допушта објашњавање етрурског споља (ова је метода дала негативне резултате, пошто је претпоставка била погрешна),
2. комбинаторска метода, која представља процедуру анализе и интерпретације етрурских текстова, строго ограничене на унутрашње компаративно проучавање самих текстова и граматичких облика етрурских речи (то је направило значајан напредак у познавању етрурског, али мане леже у хипотетичком карактеру многих закључака, због непостојања спољних доказа или потврда), те
3. билингвална метода, која се заснива на поређењу етрурских ритуалних, вотивних и погребних формула са, по претпоставци аналогним, формулама из епиграфских или књижевних текстова написаних на језицима који припадају блиско повезаном географском и историјском окружењу, као што су грчки, латински или умбријски.

Ипак, са све већим број поузданих података, делимично из недавних епиграфских открића (као што су већ поменуте златне плоче из Пиргија), развија се тенденција да се користе сви расположиви поступци и методе.

## Археолошки подаци
Непостојање етрурске књижевности и општепозната пристрасност и контрадикторни прикази етрурске историје које су нам оставили грчки и римски писци стварају једну ситуацију у којој је за разумевање Етрураца основно пажљиво проучавање њихових видљивих остатака. Археолошки контексти и сами остаци (међу којима су керамика, предмети од метала, скулптура, сликарство, архитектура, животињске и људске кости и најнезнатнији предмети свакодневног живота) деле се на следеће три основне категорије: погребни, градски и свети (религијски), премда понекада постоји преклапање ових категорија.
Далеко највећи проценат материјала је погребног карактера; стога постоји доста података о етрурским идејама о загробном животу и о њиховим ставовима према умрлим члановима својих породица. Али нема сумње да су од велике важности и релативно сиромашна обавештења о етрурским насељима. Остаци добро очуваног етрурског града на локалитету Марзабота (око 500. године п. н. е.) близу Болоње (која је вероватно била етрурска колонија) откривају да су Етрурци међу првима на Медитерану организовали град према мрежастом плану: основу му је чинила једна главна улица у правцу север―југ, коју је пресецала једна или више улица у правцу исток―запад. Обред који је био повезан с постављањем оваквих темеља града био је Римљанима познат као ritus Etruscus („етрурски обред“). Тај су систем Римљани највише користили при постављању темеља за војне логоре и за нове градове, те се он и данас може видети у многим европским градовима. Изгледа да су у Етрурији тако строго организовани урбанистички планови били ретки, јер се чешће наилази на једну неправилну шему, која је настала као резултат стапања селâ у доба културе Виланова и која је прилагођена брдима, која су углавном била бирана за места на којима ће се основати градови.
У контексту светиња, етрурски храм такође често открива пажљиву организацију, поново с једним системом који је касније прешао Римљанима. За разлику од грчких храмова, Етрурци су често јасно разликовали предњи и задњи део, с дубоким предњим тремом, на коме су се налазили стубови, и са целом која је била у истој равни као и подиј на коме је стајала. Често су се користили непостојани материјали (дрво и цигла од блата, на темељу од камена), а изузетак су биле многобројне скулптуре од теракоте које су украшавале кров. Нарочито су добро очуване акротерије или кровне структуре, са храма Портонаццио у Вејима (крај 6. века п. н. е.), које приказују Апулуа (етрурског Аполона) и друге митолошке личности.
Другачије су врсте спектакуларни проналасци с локалитета Пођо цивитате (Poggio Civitate) (Мурло) близу Сијене, где су откопавања (започета 1966) открила велику зграду из архајског периода са зидовима од набијене земље, која је са сваке стране висока око 197 стопа и у чијем се средишту налази пространо двориште. Зграда је била украшена људским (мушким и женским) и животињским фигурама од теракоте у природној величини; неке фигуре носе велике „каубојске“ шешире у локалном стилу. Испитивачи се још увек не слажу о природи ове локације и нису сигурни да ли је зграда била нека палата, светилиште или можда место за седнице градске скупштине. Обичне етрурске куће, познате с неколико локалитета, имају или облик овалних колиба у Сан Ђовеналу и другим местима, или праволинијску структуру у Веју и Аквароси (из архајског доба) и Ветулонији (из хеленистичког доба).
Што се тиче некропола у Етрурији, и оне повремено показују знаке мрежастог плана, као на локацији Крочефисо дел Туфо (Crocefisso del Tufo) код Орвијета (друга половина 6. века п. н. е.) и у Цери. Ипак, чешће имају неправилну аглутинативну структуру, која одсликава дугу историју тог места. Пошто су се Етрурци веома трудили да њиховим рођацима буде удобно у „вечној кући“, гробови садрже многе детаље из правих етрурских кућа. Тако, гробнице из Цере (посебно оне из 6. века п. н. е. и каснијег времена), исклесане под земљом од лаганог вулканског туфа врло раширеног у Етрурији, имају не само прозоре, врата, стубове и поткровне греде, него и намештај (кревете, столице и хоклице) који је био извајан у стени. У Тарквинију се развијала друга традиција у декорацији гробова, па су ту зидови коморе осликани фрескама етрурских погребних церемонија, укључујући банкете, игре, плесање, музику и различите представе под ведрим небом. Те су сцене вероватно представљале комеморацију правих сахрана, али су можда алудирале и на загробни живот који је очекивао покојника. У архајском је периоду преовлађивао концепт рајског загробног живота, али у наредним се вековима све више наглашава тамнија страна подземног света. Фреске показују његовог владара, Аита (етрурског Хада), како носи капу од вучје коже и како са својом женом седи на престолу; ову сцену допуњују демони и чудовишта. Они се могу видети у изузетном „Гробу плавих демона“ (око 400. године п. н. е.), који је 1987. године откривен у Тарквинију, или на „Гробу Франсоа“ из Вулција, где плавопути демон Хару (који само издалека наликује на грчког превозника умрлих душа, Харона) чека да својим чекићем удари покојника и одведе га у подземни свет. Понекад је с њим и његов нежнији колега, Вант с анђеоским крилима, који помаже да се олакша прелаз из живота у смрт.
Вечна тема у расправи о етрурској материјалној култури јесте однос према грчким узорима. Поређење се намеће природно и заправо је нужно, у светлу велике количине грчких израђевина, посебно ваза, које су пронађене у Етрурији и у светлу многобројних примера етрурских имитација, посебно керамике. Такође је сигурно да су се грчке занатлије понекад насељавале у Етрурији, како говори прича Плинија Старијег (1. век н. е.) о једном коринтском племићу по имену Демарат, који се преселио у Тарквиниј, водећи са собом три своја уметника. Али, не треба се више задржавати се на „инфериорности“ етрурске уметности или инсистирати да су Етрурци били само имитатори грчке уметности, коју су несумњиво високо ценили. Уместо тога, све већи нагласак се ставља на дефинисање веома оригиналних елемената у етрурској култури, који постоје истовремено са оним квалитетима који показују њихово велико дивљење према грчким артефактима.
Поред њихових карактеристичних начина за дизајнирање града или за изградњу храма и гробнице, може се приметити и њихова јединствена керамика, букеро (bucchero) (која се јавља од око 680. године п. н. е.), с њеним декоративним урезима на сјајном црном материјалу. Она се знатно разликује од стандардне декорације на грчким вазама, која се редовно састоји у боји и у контрасту црвене или боје крема и црне. У металургији, њихова бронзана огледала, за која се понекада говори да представљају етрурску „националну индустрију“, састоје се од конвексне одразне стране и конкавне стране украшене гравирама с темама из грчке и етрурске митологије и свакодневног живота. Етрурска је мода такође садржавала многе јединствене елементе, као што су плетеница пуштена низ леђа (7. век п. н. е.), ципеле са зашиљеним врхом (око 575–475. године п. н. е.) и плашт са савијеним рубом, који је код Римљана био познат као тога (6. век п. н. е. и касније). Најзад, Етрурци су се, изгледа, рано заинтересовали за репродуковање одлика њихових прослављених рођака или званичника (као на погребним куполастим урнама из Клузија), те су тако дали подстицај за развој истински реалистичних портрета у Италији, посебно у хеленистичком периоду.

## Религија и митологија
Главни је елемент етрурске религије било веровање да је људски живот само један мали део света који контролишу богови, који своју природу и своју вољу манифестују у сваком делићу природе, али и у предметима које су створили људи. Ово веровање прожима етрурску уметност, где налазимо богато осликану земљу, море и ваздух, са човеком интегрисаним у тај амбијент. Римски нам писци сведоче да су Етрурци сваку птицу и сваку биљку сматрали потенцијалним извором знања о боговима, те да су развили истанчану науку и пратеће ритуале за коришћење тог знања. Њихови сопствени митови објашњавали су да су ту „науку“ људи добили од самих богова, преко пророка Тагеса, чудесног детета које је имало особине неког старог мудраца, који је искочио из изоране бразде на пољима града Тарквинија те отпевао елементе онога што су Римљани назвали дисциплина Етруска.
Литерарни, епиграфски и археолошки извори пружају нам обрисе једне космологије чија се представа неба и његових делова одсликава у посвећеним областима, чак и унутрашњим органима животиња. Основни је био концепт светог простора резервисаног за одређено божанство или одређену сврху. Небо је одсликавало Земљу, а макрокосмос се одсликавао у микрокосмосу. Небо су делили на 16 делова, које су настањивала различита божанства: главна су била на истоку, астрална и земаљска божанства на југу, подземна и злокобна на бића на западу, а најмоћнији и најмистериознији богови судбине на северу. Божанства су се оглашавала путем природних појава, пре свега грмљавином. Такође су се откривала у микрокосмосу животињске јетре (типичан је бронзани модел овчје јетре, пронађен близу Плаценције (данас Пјаченца), на којој су урезана имена божанстава на њених 16 спољних делова и на њеним унутрашњим деловима).
Ове су концепције тесно повезане са вештином прорицања, по којој су Етрурци били нарочито познати у античком свету. Појединци и држава предузимали су неку важнију акцију само пошто су претходно испитали вољу богова, при чему су негативни или претећи одговори захтевали сложене превентивне или заштитне церемоније. Најважнији је облик прорицања била харуспиција, или хепатоскопија ― проучавање делова унутрашњих органа, посебно јетре, посвећених животиња. Други облик по важности било је посматрање грмљавине и других таквих небеских појава као што је лет птица (што је било важно и у религији Умбра и Римљана). Најзад, постојала је интерпретација чудâ ― необичних и чудноватих догађаја примећених на небу или на земљи. Антички аутори експлицитно приписују Етрурцима ове поступке, које су Римљани нашироко прихватили.
Етрурци су имали бројна божанства (јетра из Пјаченце помиње их више од 40), од којих су многа данас непозната. Њихова је природа често била магловита, а њихово помињање пуно је несигурности у погледу броја, атрибута, па чак и рода. Нека од водећих божанстава су се на крају изједначила са главним грчким и римским божанствима, што се нарочито види из натписа на етрурским огледалима. Тин или Тиниа је одговарао Зевсу (Јупитеру), Уни Хери (Јунони), Сетхланс Хефесту (Вулкану), Турмс Хермесу (Меркурију), Туран Афродити (Венери), а Менрва Атени (Минерви). Међутим, њихов карактер и митологија често су се значајно разликовали од одговарајућих грчких божанстава. На пример, Менрва, веома популарно божанство, сматрана је заштитницом брака и рођења детета, за разлику од девичанске Атене, која се више бавила делима мушкараца. Многи су богови имали лековита дејства, а многи су имали моћ да бацају муње. Постојала су и изворно грчко-римска божанства, као Херкле (Херакле) и Апулу (Аполон), који су очигледно били увдени директно из Грчке, али су добили своје посебне просторе и култове.

## Порекло
Пошто су Етрурци говорили неиндоевропским језиком, док су их истовремено у историјско доба окруживали индоевропски народи, као што су Латини и Умбро-Сабели, испитивачи су у 19. веку проучавали и расправљали порекло овог „аномалног“ народа. Из тих расправа произашли су спорови, који су се наставили и у 20. веку, али су сада изгубили много од свог интензитета. Водећи научник на пољу етрурских студија, Масимо Палотино, мудро је приметио да су такве расправе постале стерилне као резултат нетачне формулације проблема. Сувише је нагласка било стављено на исходиште Етрураца, с очекивањем да може постојати један једноставнан одговор. У стварности је овај проблем изузетно сложен, а пажња би заправо требало да се усмери на формацију становништва, као, на пример, при проучавању порекла „Италијана“ и „Француза“. Палотинов се став може јасније разумети кроз кратак приказ те расправе.
Расправа је у ствари започела у антици Херодотовом тврдњом да су Етрурци дошли из Лидије у Анатолији убрзо након Тројанског рата. Њихов је вођа био Тирсенос, по коме је касније назван читав народ. Поборници ове „оријенталне“ теорије пре свега су истицали археолошке податке о дубоком оријенталном утицају на етрурску културу, као што су монументална погребна архитектура и егзотични луксузни предмети од злата, слоноваче и других материјала. Али, до тог оријенталног уплива дошло је тек око 500 година после наводне сеобе коју описује Херодот. Осим тога, оријентални утицај развијао се постепено, а није настао одједном, што би указивало на масовни долазак новог народа. Штавише, он се лако може објаснити трговачким каналима које су у 8. веку п. н. е. установили Грци са Еубеје. Кључни доказ за оријенталну теорију је један натпис на каменој надгробној стели, нађеној на острву Лимносу близу анатолске обале, који показује зачуђујуће лексичке и структурне сличности са етрурским језиком. Али, тај изоловани натпис потиче из 6. века п. н. е., па се зато не може сматрати доказом да је Лемнос био једна од станица на путу Етрураца из Анатолије ка Италији. Управо супротно, данас постоји теорија по којој су Етрурци у 6. веку п. н. е., крећући се ка Анатолији, можда колонизовали Лимнос или га користили као једну од својих трговинских станица, а не да су га посетили док су се с истока кретали ка западу.
Другу теорију о пореклу Етрураца поставио је Дионизије Халикарнашанин, који је одбацио Херодотову причу указујући на велике разлике између језика и обичаја Етрураца и Лиђана. Он је сматрао да су Етрурци били аутохтони (дакле, да су пореклом из Италије). Ако прихватимо теорију о аутохтоности, морамо онда културу Виланова сматрати раном фазом етрурске цивилизације (што је данас раширено схватање). То би такође значило да постоје везе са етничким супстратумом бронзаног доба у Италији (2. миленијум п. н. е.). Постоје, заиста, мање везе са културом Терамара из бронзаног доба, чији су припадници били везани за једно место и у којој су се мртви кремирали, али и с „апенинском“ културом, која је била полуномадска и у којој су се мртви сахрањивали. Међутим, све је више доказа о критичном прелазном периоду на крају бронзаног и почетку гвозденог доба, током којега је дошло до тако много важних догађаја, да везе између ове две културе и вилановске културе изгледају безначајно. Мада се за овај прелазни период користе различити називи ― „субапенинска“, „новобронзана“, „позна бронзана“ и, најчешће, „прото-вилановска“ култура ― јасне су социјалне и економске промене које су се у том периоду одиграле. Дошло је до пораста броја становника и општег богатства, развила се тенденција да се заснивају већа, стална насеља, дошло је до ширења металуршког знања и до јачања пољопривредне технологије. Међу дијагностичким археолошким критеријима налазе се употреба кремације (с биконичном урном за пепео) и присуство карактеристичних израђевина као што су фибула, бријач, предмети од ћилибара, секира и друго различито оружје од бронзе. Чињеница да се прото-вилановска култура развила постепено, а не одједном као резултат инвазије или велике сеобе, може ићи у прилог теорије о аутохтоности Етрураца. Међутим, та је слика поново замрачена, јер се прото-вилановска култура развијала на раштрканим деловима по целој Италији, укључујући и области које се у историјско доба дефинитивно нису појавиле као етрурске.
Овим античким теоријама је у 19. веку додата трећа, према којој су Етрурци у Италију дошли са севера. Та теорија, која нема потврде у античким књижевним изворима, заснована је на сличностима у обичајима и израђевинама између култура „Виланова“ и бронзаних култура северно од Алпа, где су се мртви кремирали, као и на сумњивом повезивању имена Расена с именом Раети, народа који је живео у источном делу средњих Алпа у 5. веку п. н. е. Данас ова теорија готово и нема присталица, мада се не пориче присуство неких средњоевропских типова оружја и кацига те облика бродова у Етрурији. Ти се елементи, међутим, сада сматрају само значајним делом у сложеној структури етрурске културе, у доба док је она прелазила из вилановског у оријентализирајући период.
Ове северне везе у извесном смислу представљају паралелу грчким утицајима у наредним периодима, а то су еубејски (8. век), коринтски (7. век), јонски (6. век) и атички (5. век). Слично томе, оријентални се утицаји могу лако потврдити, а потичу из тако различитих области као што су Лидија, Урарту, Сирија, Асирија, Феникија и Египат. Али, ни једна од ових веза сама по себи не даје никакав чврст доказ о „пореклу“ Етрураца, а данашња је наука много више заинтересована за разумевање међусобних односа ових утицаја и за контекст у којем се развила цивилизација у самој Етрурији.

## Експанзија и доминација
Археолошки подаци помажу да се створи слика о почецима етрурских градова током виллановског периода. Готово у сваком већем етрурском граду историјског доба налазе се остаци из виллановског периода, али најранији знаци формирања градова појављују се на југу, посебно близу обале. Постоји хипотеза да су се у ово време групе колиба, које су чине мрежу више села на једном брду или на неколико суседних брда, стапале у прото-градска насеља. Са овом се хипотезом слаже чињеница да неки градови имају име у множини, на пример Vulci, Tarquinii, Veii. Урне са пепелом, у облику овалних колиба са сламнатим кровом, пронађене у тој области, показују како су могле изгледати куће за становање, док сличност загробних предмета за жене и мушкарце открива друштво које је у суштини било егалитарно, барем у својим раним фазама. Често се као остатак из прото-виллановског периода наилази и на кремација са пепелом похрањеним у биконичну урну; појавила се и инхумација, која је током оријентализирајућег периода постала доминантан обред, осим у северној Етрурији, где се кремација задржала све до 1. века п. н. е.
Након што је дошло до контакта са Грцима и Феничанима, у Етрурији су се почеле појављивати нове идеје, материјали и технологија. Током оријентализирајућег периода употреба писања, грнчарско коло и монументална погребна архитектура пратили су акумулацију луксузних предмета од злата и слоноваче те егзотичних трговачких предмета као што су нојева јаја, Тридацна шкољке и фајанс. Гроб Реголини-Галаси у Цери (око 650–625. године п. н. е.), који је откривен нетакнут 1836. године, открио је пуни сјај оријентализирајућег периода. Главна одаја овог гроба припадала је невероватно богатој жени, која се слободно може назвати и краљицом, јер је била сахрањена са својим сервисом за банкете и с великом количином накита; реч Лартхиа (Larthia), исписана на њеним стварима, можда представља њено име. Чак и ако Цера није имала краљеве и краљице у ово доба (као што је Рим имао, или као што је Цера свакако имала у 5. веку п. н. е.), јасно је да је друштво постало оштро раслојено, не само по питању богатства, него и у погледу поделе рада. Многи научници сматрају да је постојао моћан аристократски сталеж, а да су занатлије, трговци и морепловци чинили средњи сталеж; вероватно су управо у ово време Етрурци почели да држе елегантне робове, по којима су били чувени. Наиме, различити грчки и римски писци пишу о томе како су се етрурски робови елегантно облачили и како су често поседовали сопствене куће. Они су се лако ослобађали и тада су могли брзо напредовати у друштву.
Брзи напредак етрурске цивилизације у 7. веку огледа се у тзв. „принчевским“ гробовима, тесно повезаним са гробом Реголини-Галаси, који су нађени како у самој Етрурији ― у Тарквинију, Ветулонији и Популонији ― тако и дуж реке Арно (нпр. у Quinto Fiorentino), и на југу ― у Пренести у Лацију, те у Капуи и данашњем Понтекањану (Pontecagnano) у Кампанији. Литерарни извори кажу да је и сам Рим крајем 7. века потпао под власт етрурских краљева. Ливије описује долазак Тарквинија Приска, касније краља, из града Тарквинија и његову амбициозну и учену жену Танаквил, која се може упоредити с краљицом Лартијом из Цере. И археолошки налази говоре о етрурској експанзији на север, у долину реке Пад, током 6. века п. н. е.
Права урбанизација уследила је после овог развоја. Моћни градови-државе са утврђеним бедемима и другим јавним грађевинама цветали су како у Етрурији тако и у сферама њеног утицаја. Рим у доба етрурских краљева, детаљно описан у Ливијевом делу и познат из археолошких налаза, имао је утврђења, поплочан форум, канализациони систем (Клоака Максима), јавни стадион (Циркус Максимус) и монументални храм саграђен у етрурском стилу, посвећен Јупитеру Најбољем Највећем (Iuppiter Optimus Maximus).
Управо крајем 6. века наилази се на најраније доказе о постојању већ поменутог мрежног система у градовима и на гробљима. Простране али изненађујуће једнообразне куће и гробнице указују на све већу регулацију и сарадњу, а можда и на промену у управи. Етрурски су градови, као и сам Рим, у ово време можда почели да уклањају своје краљеве и да уводе неку врсту олигархијског система, са магистратима изабраним из аристократских породица.
На овај се период најбоље може применти изјава римског писца Катона да је „читава Италија једном била под етрурском контролом“. Етрурска поморска моћ и трговина су несумњиво имали главну улогу у тој доминацији. Извезени етрурски артикли из тог периода пронађени су у северној Африци, Грчкој и Егеју, Анатолији, бившој Југославији, Француској и Шпанији, а касније су стигли чак и до Црног мора. Али, Етрурци су чврсто контролисали и копнене путеве, посебно у коридору који води кроз Рим и Лацијум до Капуе и других етруризованих градова Кампаније. У северној Италији, Болоња (Фелсина) је била најважнији град, а колоније, на пример у оближњем Марзаботу те у Адрији и Спини на Јадранском мору, представљале су значајна места дуж северне трговачке мреже.
Вероватно су готово од самог почетка Етрурци у својим сопственим морима били супарници Грка, који су се од оснивања Питекусе и Куме населили по бројним колонијама јужне Италије. Етрурци су истовремено били и супарници Феничана, који су око 800. године п. н. е. основали Картагину. Картагињани су имали претензије на делове Сицилије, Корзике и Сардиније, као на своју утицајну сферу, те су доминирали морем западно од ових острва све до Шпаније. Између ова три народа били су успостављени углавном добри трговински односи и деликатна равнотежа сила. То су, међутим, у архајском периоду пореметили нови таласи грчких колониста. Грци из Фокеје су на Корзици основали колонију Алалију (данас Алерија), која је представљала претњу како за Етрурце у Цери, тако и за Картагињане, те су та два народа направила коалицију. Уследила је поморска битка код Корзике (око 535. године п. н. е.), која је имала катастрофалне последице за Фокејане, који су из битке додуше изашли као победници, али су изгубили толико много бродова да су напустили своју колонију и прешли у јужну Италију. Картагињани и Етрурци су повратили контролу над Корзиком, а етрурска је моћ цветала још око 25 година.

## Организација
Од 6. века п. н. е. надаље територијална организација и политичко-економска иницијатива биле су концентрисане у ограниченом броју великих градова-држава у самој Етрурији. Ови градови-државе, слични грчким полисима, састојали су се од једног урбаног центра и територије чија је величина варирала. Бројни извори помињу савез „Дванаест градова“ Етрурије, који је створен у религијске сврхе, али је изгледа добио и неке политичке функције. Састајао се сваке године у главном етрурском светилишту, Fanum Voltumnae, тј. светилишту Волтумне, близу Волсинија. Тачна локација овог светилишта није позната, али се оно можда налазило близу данашњег Орвијета (за који многи верују да је антички Волсиниј). Што се тиче Дванаест градова, није сачуван ниједан коначан списак тих градова (изгледа да су они временом варирали), али су се међу њима вероватно налазили следећи већи градови: Цера, Тарквиниј, Вулци, Рузела, Ветулонија, Популонија (сви близу обале), те Веји, Волсиниј, Клузиј, Перузија (Перуђа), Кортона, Арециј (Арецо), Фезула (Фиесоле) и Волатера (Волтера) ― сви у унутрашњости земље. Постоје помени и сличних етрурских савеза у Кампанији и северној Италији, али је много теже саставити списак етрурских колонија или етруризованих градова који би могли улазити у састав тих савеза.
Познати су називи неких магистрата, како савеза тако и појединих градова, на пример lauchme, zilath, maru и purth, али су непознате њихове тачне функције. Lauchme (лат. lucumo) била је етрурска реч са значењем „краљ“. Назив zilath rasnal, преведен на латински као Praetor Etruriae и са приближним значењем „судија Етрурије“, имала је вероватно особа која је председавала савезом.
Људи који су се налазили на тим функцијама припадали су аристократији, која је свој статус заснивала на континуитету породице. Ономастичне формуле показују да су слободни људи имали два имена. Прво је било лично име или praenomen (само је мали број њих познат: мушка имена Ларт, Авле, Арнт и Вал су честа; женска имена Лартиа, Танквил, Рамта и Тана); за њим је долазило породично име или nomen, изведено из личног имена или можда имена бога или насеља. Овај се систем свакако користио половином 7. века, заменивши употребу само једног имена (као „Ромул“ и „Рем“), што је одражавало сложеност нових односа који су се развијали заједно с процесом урбанизације. Етрурци су ретко користили cognomen (породични надимак), који је код Римљана био чест, али се на натписима често уз нечије име наводи и име родитеља.
Етрурске су жене уживале висок статус и степен слободе какав је био непознат у Риму и, нарочито, у Грчкој. Могле су поседовати и у јавности показивати луксузне предмете; слободно су учествовале у јавном животу, похађале гозбе и позоришне представе; на гозбама су ― на запрепашћење Грка и Римљана ― играле, пиле и на креветима лежале у блиском физичком контакту са својим мужевима. Етрурске су даме често биле писмене, како се може закључити по натписима на њиховим огледалима, па чак и учене, ако је веровати Ливијевом портрету Танаквил као вештом аугуру. Њихова важна улога у породици била је стална карактеристика етрурског аристократског друштва и изгледа да је била значајна за његову стабилност и трајност.

## Криза и пад
Крај 6. и почетак 5. века п. н. е. био је преломан тренутак за етрурску цивилизацију. У то је време избило неколико криза, од којих се Етрурци никада нису потпуно опоравили и које су, како се испоставило, биле заправо само почетак бројних недаћа које су имали да претрпе у наредним вековима. Протеривање Тарквинијеваца из Рима 509. године п. н. е. лишило их је контроле над овом стратешком тачком на Тибру и пресекло њихов копнени пут у Кампанију. Ускоро су изгубили и премоћ на мору, када су бродови сиракушког тиранина Хијерона I нанели катастрофалан пораз њиховој флоти код Куме 474. године п. н. е. Изгубивши сваки контакт с етрурским градовима у Кампанији, нису могли спречити да ову област преузму умбро-сабелска племена, која су се из унутрашњости кретала према обали.
Све су ове недаће довеле до економске кризе и прекинуле трговину са градовима на обали и на југу, преусмеравајући трговину ка јадранској луци Спини. Ситуација се на југу додатно погоршала када је град Веји, после периодичних сукоба са Римом, постао прва етрурска држава која је пала под власт ове све снажније силе у средњој Италији (396. п. н. е.).
У то доба долина реке Пад и јадрански градови доживљавали су известан степен просперитета, али је и та етрурска виталност на северу била кратког века. Све већи продор и притисак Келта, који су се населили у долини реке Пад, на крају су угушили и надвладали напредне етрурске градске заједнице, те су до половине 4. века п. н. е. готово у потпуности уништили њихову цивилизацију и тако велики део северне Италије вратили на протоисторијски ниво културе. У међувремену је галско племе Сенона ставило под своју чврсту контролу област Пиценума на Јадранском мору, а навале Келта су допирале, с једне стране, до Етрурије и Рима (који је освојен и спаљен 390. године п. н. е.), а с друге, све до Апулије.
У 4. веку п. н. е. античка је Италија прошла кроз дубоку трансформацију. Источни италски народи умбро-сабелског порекла раширили су се готово по целом полуострву; Сиракуза и, најзад, све већа моћ Рима заменили су Етрурце (и грчке колоније на југу Италије) као доминантну снагу. Етрурски се свет свео на ограничену, регионалну сферу, изоловану у својим традиционалним вредностима; ова је ситуација одредила његов постепен прелаз у политички систем Рима.
У том је контексту Италија доживела економски опоравак и јачање аристократије. У групама гробница из овог времена поново налазимо раскошне и луксузне предмете, а низ осликаних гробова у Тарквинију, прекинут током 5. века, сада се наставља. Ипак, у тим гробовима сада влада нова атмосфера: ту су сада представе тужног загробног живота, представљеног у подземном свету пуном демонима и наткривеном црним облацима.
Обновљени отпор новој сили на Тибру показао се безнадежним. Римска је историја пуна помена о победама и тријумфима над етрурским градовима, посебно на југу. Тарквиније Охоли је тражио мир 351. године п. н. е., а Цери је даровано примирје 353. године п. н. е.; Рузела је савладана 302. године п. н. е., а коначан јој је пораз нанет 294. године п. н. е. Волтера је побеђена 298. године п. н. е. И Волсиниј је 294. године п. н. е. био побеђен, а његова поља опустошена. Током овог тмурног периода етрурско су друштво раздирали и унутрашњи сукоби, који су на крају резултовали стварањем знатног сталежа ослобођеника, посебно у северној Етрурији, где су се по брдима рашириле бројне мале сеоске заједнице. У неким је градовима аристократија упирала очи у Рим и очекивала помоћ против побуњеног потлаченог становништва. Аристократска породица Цилнијâ у Арецију позвала је Рим у помоћ против побуне нижих слојева 302. године п. н. е., а у Волсинију се ситуација тако погоршала да су Римљани умарширали у град и сравнили га са земљом (265. године п. н. е.), а његове становнике преселили у Нови Волсиниј (вероватно данашња Болсена).
Изгледа да је до половине 3. века цела Етрурија била пацификована и чврсто потчињена римској хегемонији. У већини случајева, етрурски градови и њихове територије сачували су формалну аутономију као независне државе са сопственим магистратима, па су током 2. века п. н. е., када извори веома ретко спомињу Етрурију, проживљавали период без значајнијих догађаја.
Најтужније поглавље етрурске историје исписано је тек у 1. веку п. н. е. Римљани су 90. године п. н. е. дали грађанска права свим Италицима, што је као последицу имало и потпуну политичку унификацију италско-римске државе, те је елиминисало последње остатке аутономија у етрурским градовима-државама. Поред тога, северна је Етрурија доживела коначну девастацију када је постала бојно поље супротстављених страна у грађанском рату Марија и Суле. Многи су етрурски градови стали на страну Марија, те их је победник Сула са свом окрутношћу казнио и уништио (80―79. године п. н. е). У Фезули, Арецију, Волтери и Клузију Сула је конфисковао и расподелио градско земљиште војницима из своје 23 победничке легије. Нови су колонисти брутално злостављали староседеоце и истовремено распачавали своје војничке награде, безнадежно тонући у дугове. Уследили су устанци и казне, али овај мукотрпан процес романизације није био завршен све док Аугустова владавина (31. п. н. е. ― 14. н. е.) није донела нову економску стабилност и помирење. До овог је времена латински већ у потпуности заменио етрурски језик.